# مثل یکشنبه، مثل باران
مثل یکشنبه، مثل باران (انگلیسی: Like Sunday, Like Rain) یک فیلم درام آمریکایی محصول سال ۲۰۱۴ به نویسندگی و کارگردانی فرانک ویلی است که توسط مونتری مدیا توزیع شده‌است. در این فیلم لیتون میستر، دبرا مسینگ، بیلی جو آرمسترانگ حضور دارند و جولیان شاتکین نیز نخستین بازی سینمایی خود را در این فیلم تجربه کرده‌است. این فیلم دربارهٔ یک اعجوبهٔ ویولن سل به نام رجی و آخرین سرپرست او الینور است که در طول تابستان در شهر نیویورک با یکدیگر دوست می‌شوند.
فیلمبرداری این فیلم در هر پنج محلهٔ شهر نیویورک انجام شد و بیش از ۲۰ روز طول کشید. پس از نخستین اکران جهانی فیلم در جشنواره فیلم ریندنس در سپتامبر ۲۰۱۴، و نخستین اکران آن در ایالات متحده در جشنواره فیلم میل ولی در اکتبر ۲۰۱۴، این فیلم در مارس ۲۰۱۵ به‌صورت محدود اکران شد.